# Нарциссов, Борис Анатольевич
Бори́с Анато́льевич Нарци́ссов (14 [27] февраля 1906, с. Наскафтым, Саратовская губерния — 27 ноября 1982, Вашингтон) — русский поэт и переводчик второй волны эмиграции.

## Биография

Б. А. Нарциссов в 1930-х гг.

Вырос в Ямбурге в семье врача. Подростковые годы, юность и молодость провёл в Эстонии, где окончил гимназию (1924) и химическое отделение Тартуского университета (1931); по специальности химик.
Участвовал в литературной жизни Эстонии, входил в Юрьевский цех поэтов. Как он сам писал впоследствии (в стихотворении «Двойники»):

<…> Конец двадцатых. Сонный Дерпт,

Академический эстонский Тарту.

А там поэты: Цех Поэтов,

И все в очках, и все — Борисы.

Один — весьма потом известный Вильде

(Расстрелян немцами в Париже);

И неизвестный Тагго-Новосадов

(Замучен после в ГПУ);

И ваш покорный — чудом уцелевший.

И ментор старший наш:

Борис Васильич Правдин,

Доцент, поэт, эстет и шахматист.

Писал стихи:

Мой пояс стоит два таланта серебра.

Я дочь верховного иерофанта Аммона-Ра…

Был в дружбе с Северянином, и Ларионов

Проездом у него гостил <…>
После присоединения Эстонии к СССР работал лектором химической защиты в военно-техническом училище. С началом войны вместе с училищем был эвакуирован в Сибирь. В 1942 году в составе Эстонского стрелкового корпуса был отправлен на фронт под Великие Луки. Там он заболел плевритом и по одной версии, попал в плен в тяжёлом состоянии, по другой — бежал из госпиталя через фронт в Эстонию.
После окончания войны попал в лагерь для перемещённых лиц под Мюнхен, в 1951—1953 годах — в Австралии, позднее — в США, где впервые начал активно печататься. Работал по специальности, занимался исследовательской работой сначала в Колумбусе (до 1959), затем в Вашингтоне. С 1971 года на пенсии.
Поэтические сборники «Стихи» (1958), «Голоса» (1961), «Память» (1965), «Подъём» (1969), «Шахматы» (1974), «Звёздная птица» (1978). Посмертно опубликована книга «Письмо самому себе» (Нью-Йорк, 1983). Переводил Эдгара По, игравшего большую роль в его творчестве, и других поэтов. Для оригинальной поэзии характерны ностальгические и мистические мотивы (визионерство, двойничество, экзотика и т. п.), своеобразная ирония, словесные эксперименты.
Полярность двух основных занятий Нарциссова — естествоиспытатель и поэт — придаёт некую непреходящую напряжённость всему его творчеству: автор понимает опасность рационального познания мира. Суть в том, что подлинным источником его стихов стала его уверенность в существовании потусторонних сил: нередко он изображает демонический мир в гротескном сочетании с миром реальности. В стихах Нарциссова мотивы двойника, зеркала, духов, сновидений существуют наравне с картинами городов, пейзажей и предметов, виденных им. В своих описательных стихах Нарциссов старается охватить весь мир — от Крайнего Севера до Австралии, от Средиземноморья до далёких уголков Америки; исторические стихи посвящены прошлому Эстонии. Нарциссову «удаётся соединить современную научно-техническую мифологию с классической, а порой и Библейский апокалипсис с его ядерным эквивалентом» (Terras, HRL). Нарциссов, веривший в переселение душ, редко находил в своих стихах путь в более светлые миры, он «писал по-босховски сильно и ярко, зримо и осязаемо» (Б. Филиппов). Лексический запас Нарциссова очень богат — от церковно-славянского языка и диалектизмов вплоть до математической терминологии.
Занимался литературной критикой, переводами с эстонского языка.

## Публикации

### Сборники стихов
- Стихи, New York, 1958
- Голоса, Frankfurt/M., 1961
- Память, Washington, 1965
- Подъём, Leuven, 1969
- Шахматы, Washington, 1974
- Звёздная птица, 1978

### Статьи
- Николай Клюев // Новое русское слово.— Нью-Йорк, 1954.— 12 сентября (№ 15478).— С. 8.
- «Кто виноват? Что делать?» // Новое русское слово.— Нью-Йорк, 1955.— 19 июня (№ 15758).— С. 8.
- Право на смысл: (Мысли о поэзии) // Новое русское слово.— Нью-Йорк, 1955.— 11 сентября (№ 15842).— С. 8.
- Лермонтов и Есенин: (К 30-летию смерти Есенина) // Новое русское слово.— Нью-Йорк, 1955.— 25 декабря (№ 15520).— С. 8.
- Жестокие рассказы: [О сборнике Б. Филиппова «Кресты и Перекрёстки»] // Новое русское слово.— Нью-Йорк, 1957.— 6 октября (№ 16171).— С. 8.
- На литературные темы // Новое русское слово.— Нью-Йорк, 1959.— 3 мая (№ 16845).— С. 8.
- Ответ поэта // Новое русское слово.— Нью-Йорк, 1961.— 29 января (№ 17492).— С. 8.
- Две последние книги Бориса Филиппова // Новое русское слово.— Нью-Йорк, 1961.— 2 июля (№ 17646).— С. 8.
- «Вполголоса»: Стихи Зинаиды Троцкой // Новое русское слово.— Нью-Йорк, 1961.— 6 августа (№ 17681).— С. 8.
- Об авангардности русской зарубежной литературы // Новое русское слово.— Нью-Йорк, 1965.— 18 июля (№ 19123).— С. 8.
- По этим счетам платить не надо // Новое русское слово.— Нью-Йорк, 1965.— 5 октября (№ 19202).— С. 3.
- Земное счастье: (Нонна Белавина. Земное счастье. Вторая книга стихов. Нью-Йорк. 1966) // Новое русское слово.— Нью-Йорк, 1966.— 25 сентября (№ 19557).— С. 8.
- Дальние странствия: Сан-Франциско; В Лос-Анджелес // Новое русское слово.— Нью-Йорк, 1967.— 2 сентября (№ 19899).— С. 2, 3; 17 сентября (№ 19914).— С. 5; 15 октября (№ 19942).— С. 5, 6.
- Письмо самому себе (Адресат неизвестен) // Возрождение.— Paris, 1967.— № 188.— С. 27—40.
- Грибы — наши кузены: (У истоков истории) // Новое русское слово.— Нью-Йорк, 1968.— 3 сентября (№ 20266).— С. 2, 3. Поправка заглавия: У истоков жизни в публ.: Нарциссов Б. [Письмо в редакцию] // Новое русское слово.— Нью-Йорк, 1968.— 13 сентября (№ 20276).— С. 4.
- Об одной рецензии [Вяч. Завалишина на книгу Ю. Терапиано «Маздеизм»] // Новое русское слово.— Нью-Йорк, 1968.— 7 октября (№ 20300).— С. 4 (Письмо в редакцию).
- «Мастер и Маргарита» — загадка Булгакова // Новое русское слово.— Нью-Йорк, 1969.— 21 сентября (№ 21649).— С. 5.
- Лучшая традиция: [По поводу статьи Вал. Перелешина «Два Парижа»] // Новое русское слово.— Нью-Йорк, 1969.— 12 декабря (№ 21731).— С. 5 (Письма в редакцию).
- Новые книги Бориса Филиппова [«Миг, к которому я прикасаюсь» и «Ленинградский Петербург в русской поэзии и прозе»] // Новое русское слово.— Нью-Йорк, 1973.— 19 августа (№ 23077).— С. 5.
- Две книги Бориса Филиппова: [«Живое прошлое» и «Ленинградский Петербург в русской поэзии и прозе» (2-е изд.)] // Новое русское слово.— Нью-Йорк, 1974.— 7 июля (№ 22362).— С. 4.
- Поэзия Нонны Белавиной // Новое русское слово.— Нью-Йорк, 1974.— 29 сентября (№ 23434).— С. 5.
- Поэзия Игоря Чиннова: К выступлению поэта в Вашингтонском отделении Литературного фонда // Новое русское слово.— Нью-Йорк, 1975.— 2 февраля (№ 23542).— С. 5.
- Ал. Блок и «Двенадцать» // Новое русское слово.— Нью-Йорк, 1975.— 31 июля (№ 23695).— С. 4 (Письма в редакцию).
- Письма о поэзии: 1. Игорь Чиннов // Новый журнал.— Нью-Йорк, 1975.— № 118.— С. 73—83.
- Новая книга Бориса Филиппова: [Сборник рассказов «Сквозь тучи»] // Новое русское слово.— Нью-Йорк, 1976.— 18 января (№ 23842).— С. 5.
- «Новый журнал» книга 127-я // Новое русское слово.— Нью-Йорк, 1977.— 7 августа (№ 23329).— С. 5.
- Поэт Алексей Флорин: [Алексей Николаевич Цветиков (1900—1977)] // Новое русское слово.— Нью-Йорк, 1977.— 15 сентября (№ 23362).— С. 3.
- «Шкатулка» Бориса Филиппова // Новое русское слово.— Нью-Йорк, 1978.— 26 февраля (№ 24503).— С. 5.
- «Новый журнал» книга № 129-я // Новое русское слово.— Нью-Йорк, 1978.— 19 марта (№ 24521).— С. 5.
- «Дневник Викентия Ангарова»: [Книга В. Муравина в переводе А. Томаса] // Новое русское слово.— Нью-Йорк, 1978.— 18 июня (№ 24599).— С. 5.
- «Новый журнал» № 130 // Новое русское слово.— Нью-Йорк, 1978.— 2 июля (№ 24611).— С. 5.
- «Новый журнал» № 131 // Новое русское слово.— Нью-Йорк, 1978.— 17 сентября (№ 24677).— С. 5.
- «Новый журнал» № 132 // Новое русское слово.— Нью-Йорк, 1978.— 15 декабря (№ 24753).— С. 2, 3.
- «Новый журнал» № 133 // Новое русское слово.— Нью-Йорк, 1979.— 23 марта (№ 24837).— С. 2, 3.
- «Новый журнал» № 134 // Новое русское слово.— Нью-Йорк, 1979.— 26 июня (№ 24918).— С. 2, 3. В заглавии и в тексте статьи номер журнала указан ошибочно: 135.
- Атлантида — фантазия и реальность // Новое русское слово.— Нью-Йорк, 1979.— 2 сентября (№ 24977).— С. 2.
- «Новый журнал» № 135 // Новое русское слово.— Нью-Йорк, 1979.— 9 сентября (№ 24983).— С. 5.
- Слово — смысл — сущность // Новое русское слово.— Нью-Йорк, 1979.— 29 декабря (№ 25078).— С. 2.
- «Антитеза» Игоря Чиннова // Новое русское слово.— Нью-Йорк, 1980.— 10 февраля (№ 25115).— С. 5.
- Цехи русских поэтов в Эстонии // Новое русское слово.— Нью-Йорк, 1980.— 29 февраля (№ 25131).— С. 6.
- «Мысли нараспашку» Бориса Филиппова // Новое русское слово.— Нью-Йорк, 1980.— 20 июля (№ 25253).— С. 3.
- Символика цвета у Блока // Новое русское слово.— Нью-Йорк, 1980.— 23 ноября (№ 25361).— С. 5.
- Что такое память? (Еще к метафизике памяти) // Новое русское слово.— Нью-Йорк, 1981.— 22 февраля (№ 25439).— С. 8.
- Рыбьи лапки // Новое русское слово.— Нью-Йорк, 1981.— 15 марта (№ 25457).— С. 7.
- Напоминание о Серебряном веке: [Книга Г. Струве] // Новое русское слово.— Нью-Йорк, 1981.— 24 мая (№ 25517).— С. 5.
- Стоит ли нам беспокоиться? // Новое русское слово.— Нью-Йорк, 1981.— 5 июля (№ 25553).— С. 2.